# Українсько-польський центр
Корпорація «Українсько-польський центр академічних обмінів» — це організація, яка співпрацює з польськими навчальними закладами щодо вирішення питань по навчанню українських студентів у Європі. Корпорація працює за підтримкою Міністерства у справах сім'ї, молоді та спорту України. Про це вказано в офіційному зверненні міністра у справах сім'ї, молоді та спорту.

## Цілі
- організація освітніх та культурних обмінів між Україною та Польщею;
- надання українським абітурієнтам доступної вищої освіти в Польщі за пільговими умовами; [Архівовано 27 жовтня 2021 у Wayback Machine.]
- підвищення конкурентноздатності випускників вишів;
- допомога у працевлаштуванні в Україні після отримання диплому.

## Керівництво
Міністерство у справах сім'ї, молоді та спорту України співпрацює з польським урядом у справі навчання волонтаріату в межах Євро-2012, а також клопочеться про пільгове навчання українських студентів на всіх факультетах польських вишів через корпорацію.

Безпосередньо до керівного складу Українсько-польського центру академічних обмінів входять українські та польські викладачі, що підтримують студентів при здачі сесії та оформленні документів.

## Історія
Свою роботу українсько-польський центр академічних обмінів розпочав з 2009 року. Спочатку співпраця відбувалася в межах спільної роботи по підготовці українських волонтерів до чемпіонату по футболу Євро-2012. Наслідком цього стали міжнародні міжурядові домовленості, що дозволяють українським абітурієнтам отримувати вищу освіту в польських вишах за тією ж ціною, що і поляки, в рамках даної програми.

При вступі в польський університет, громадяни України отримують шенгенську мультивізу та тимчасовий вид на проживання.

Перша група абітурієнтів в межах проекту відправилася в польські університети у вересні 2010 року. Про відгуки студентів можна дізнатися тут. Враження [Архівовано 5 травня 2011 у Wayback Machine.]

## Нострифікація
Процедуру Нострифікації дипломів, виданих в Європі в межах програми корпорації, вдалося ліквідувати, оскільки Міністерство освіти Польщі пішло на поступки українським колегам, та дозволило внести університетам перелік необхідних предметів у власну навчальну програму. Таким чином, деякі польські виші почали надавати навчання для українських студентів з
урахуванням вимог Міністерства освіти України, з метою забезпечення дії дипломів у двох країнах.